# Додолев, Евгений Юрьевич
Евге́ний Ю́рьевич До́долев (род. 11 июня 1957, Москва, СССР) — советский и российский журналист и медиаменеджер. В качестве главного редактора руководил газетами «Новый взгляд» и «Московская комсомолка», деловыми изданиями «Компания» и «Карьера»; в качестве издательского директора — журналами «Профиль», «Русский BusinessWeek», FHM Russia, XXL, «Крестьянка», «Домовой», Moulin Rouge; как исполнительный директор — Издательским домом Родионова. Автор ряда книг.
Ведущий программ «Золотая рыбка» и «Мой район» на канале «Москва Доверие» и подкаста «Летописи конца времён» на «Первом канале».
Ранее вёл программы на каналах «Россия-1» — «Семейный альбом» — и «Москва 24»: «Важная персона» (еженедельная) и «Правда-24» (ежедневная).

## Образование
Родился в Москве, единственный ребёнок в семье (отец — журналист «Комсомольской правды» Юрий Додолев, мать — преподавательница математики в МАИ Клавдия Алейникова).
- Окончил МГПИ им. В. И. Ленина (1982), специальность «Математика».
- Получил MBA (Master of Business Administration, магистр бизнес-администрирования) в США (1993)[1].
- Получил диплом «Главный редактор» (Editor in Chief) в штате Вирджиния (1993).
- Стажировался в New York Times Company (1993—1994)[1][23][24][25].

## Карьера

### «Московский комсомолец» и «Совершенно секретно»
- Ещё будучи школьником, сотрудничал с «Комсомольской правдой», где в ту пору работал его отец, военный писатель Юрий Додолев. Юнкор выполнял задания ведущего рубрики «Алый парус» Юрия Щекочихина, с которым много лет спустя выпустил публицистическую книгу-сборник «Процессы. Гласность и мафия, противостояния» (М., «Молодая гвардия», 1989)[26].
- Стартовав в качестве корреспондента «Московского комсомольца» (1985), Евгений, по его словам, перешёл в разряд свободных художников и утверждает, что «начальником» обзавёлся всего один раз — когда вместе с Юлианом Семёновым создавал бюллетень «Совершенно секретно» (1989). Над концепцией и пилотным номером работал вместе с журналистом АПН Александром Плешковым, который позднее был, по всей видимости, отравлен в Париже[27][28].
- Как и многие журналисты-новаторы, интересовался всем, что сопряжено с масскультом; телекритик Наталья Влащенко отмечала[29]:

В киноведении и театроведении были всплески: чего только стоит период молодёжной редакции «Театральной жизни» в конце 80-х во главе с Андреем Кучеровым и Евгением Додолевым!
- Журналист принадлежит к разряду перестроечных публицистов, отличавшихся «тонким юмором»[30] и сформировавших, по мнению Дмитрия Быкова, новояз 90-х[31]:

Это молодое поколение — в основном дети тех самых шестидесятников Владимир Яковлев, Артём Боровик, Дмитрий Лиханов, Евгений Додолев, Александр Любимов, — уже берёт своё. Представители недавней «золотой молодёжи», выросшие в огромных квартирах или проведшие отрочество за границей, молодые выпускники международного отделения журфака МГУ, они начинают делать погоду на телевидении и в прессе.

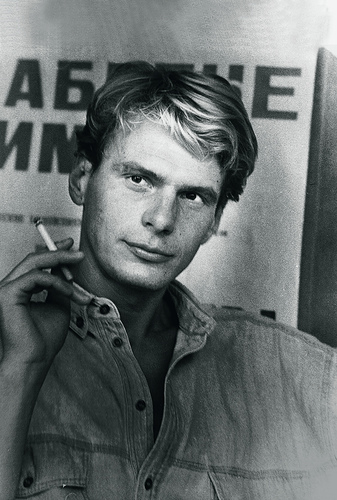
Додолев в 1992 году

- Додолев в 1992 годуСтал первым и единственным журналистом, по материалам[32] которого (в «Московском комсомольце» о валютных проститутках) принимал решение ЦК КПСС (1986) и вносились изменения в Административный кодекс СССР. Эти первые в СССР статьи о проституции — «Ночные охотницы» и «Белый танец» — вывели газету на «общесоюзный уровень цитирования», подняли тираж на рекордный уровень[33]. В итоге получил от Союза журналистов СССР звание «Лучшего журналиста года» (1986), которое продублировал два года спустя (1988). В 2004 году Игорь Свинаренко напомнил читателям «Медведя» шутливое четверостишье Юлиана Семёнова[34]:

Ни сатира Щедрина, ни сарказм Гоголев — не сравнимы ни хрена с тем, как пишет Додолев
- Является соучредителем и владельцем Издательского Дома «Новый Взгляд», издающего газеты «Новый Взгляд» и «Музыкальная Правда». Акционер газеты «Московская правда»[35].

### Телевидение

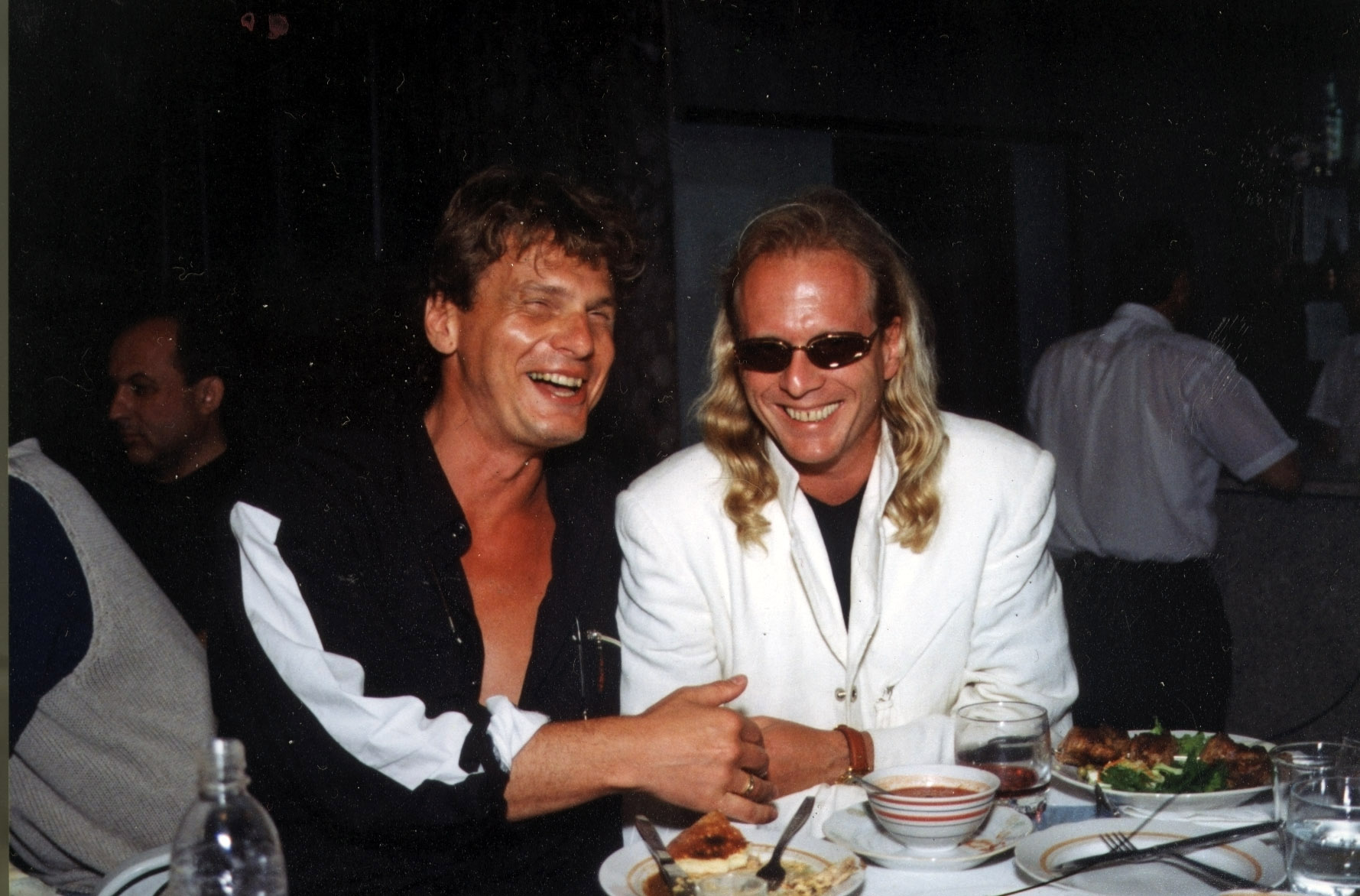
Евгений Додолев и Крис Кельми, 1997 год

#### Молодёжная редакция Центрального телевидения СССР
- Вёл программу «Взгляд»[23][36][37]. В своих сюжетах Додолев рассказывал о ньюсмейкерах, которые не были на тот момент фигурантами Центрального телевидения — вся страна о них слышала и говорила, но на всесоюзные экраны они не попадали:
  - преподаватель химии Нина Андреева[38],
  - отставной генерал КГБ Олег Калугин,
  - ленинградский телерепортёр Александр Невзоров[39].
- Принадлежит к плеяде телерепортёров, которых историк и блогер Тимофей Шевяков называл «битлами эпохи»[1][40][41]:

Вы помните «600 секунд» и блистательного Невзорова? А «Взгляд»? О, это были битлы нашего времени – Любимов, Листьев, Политковский, Додолев. Мы взрослели надеждой
- Даже десять лет спустя «Огонёк» позиционировал ведущих программы как «народных героев»[42]:

Кто помнит, сколько их было, ведущих «Взгляда», появлявшихся в самой свободной студии «Останкино»? Листьев, Любимов, Захаров, Политковский, Мукусев. Кто ещё — Ломакин, Додолев, Боровик… Они стали народными героями, олицетворявшими перемены внутри страны, так же, как символом перестройки за границей был Горбачёв.

- В 1991 году по заказу телекомпании ВИD снял для Первого канала документальный фильм «Мисс Пресса» о молодых журналистках и конкурсе газеты «Комсомольская правда» «Мисс Пресса СССР» (режиссёр картины — Иван Демидов).

#### Сотрудничество с Би-би-си
Представлял советскую сторону в проекте BBC о советской проституции — фильм Prostitutki (1990) знаменитого британского продюсера Оливии Лихтенштейн стал одной из самых известных работ телевидения Великобритании того времени.

#### Сценарные работы
В качестве сценариста и сопродюсера приглашался к разработке ряда телевизионных проектов (в период 1994—1999).

#### Авторские программы

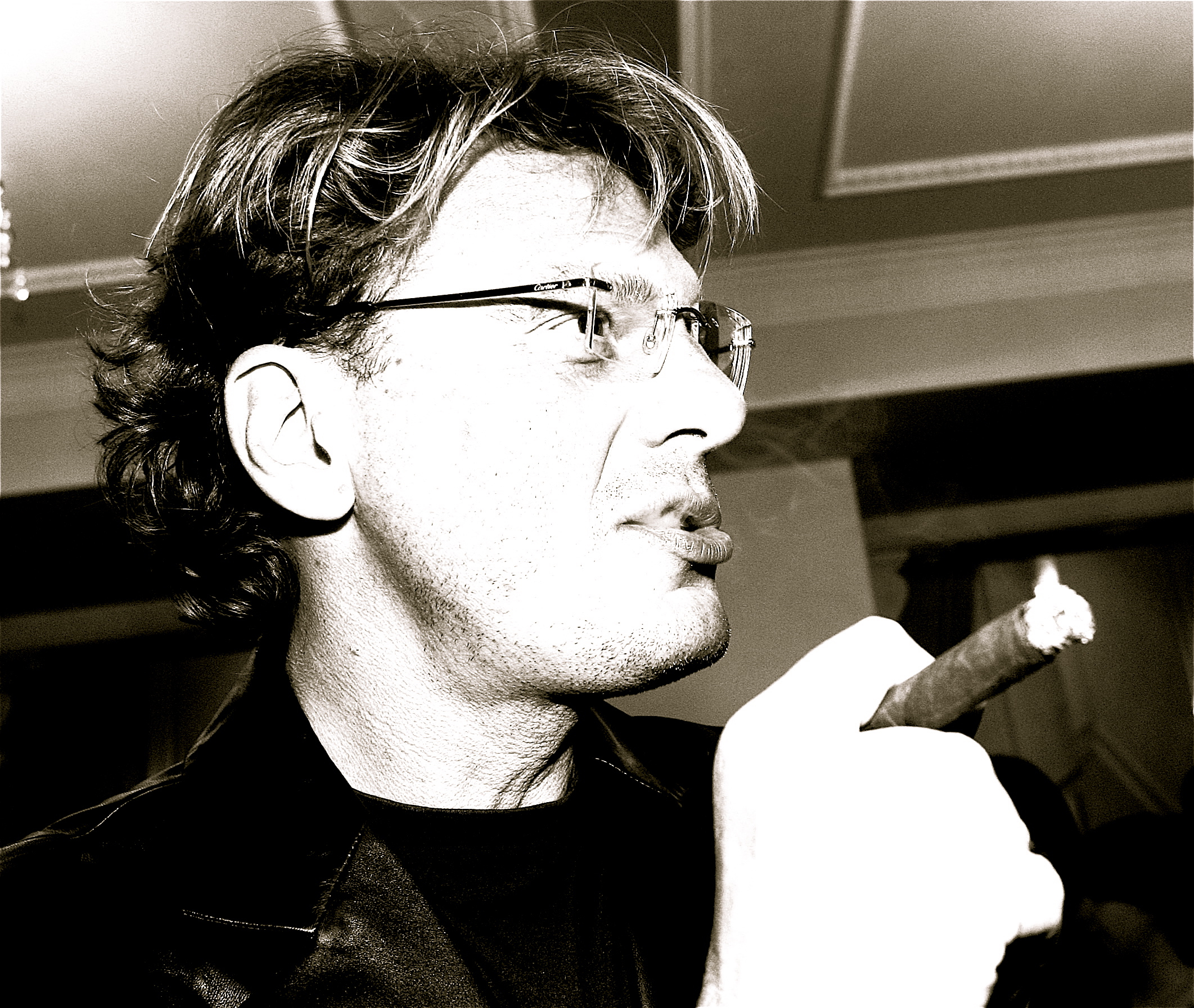
Додолев в 2007 году

- Додолев в 2007 годуНа канале «Ностальгия» вёл (2008—2009) программы «Было ВРЕМЯ»[46] и «Рождённые в СССР»[47].
- С 2012 по 2020 год вёл программу «Правда-24» на канале «Москва 24»[18][48][49]. Это разговоры со знаменитыми (при этом, как было отмечено рецензентами, «разновеликими»[50]) собеседниками[51], в ходе которых ведущий в течение нескольких выпусков предлагал зрителям взять в дом приютских кошек[52][53]. Поэт Александр Вулых в своей мини-поэме, посвящённой Додолеву, отметил эту особенность передачи[54]. На основе телевизионных бесед издательство «Олма медиа групп» выпускает книги авторской серии «24 кадра pro…»[55]. Кирилл Разлогов отмечает[56]:

Автор демонстративно идёт против течения интеллигентского конформизма, не боясь выставить себя и своих гостей в неблаговидном свете, щадя лишь постоянно присутствующих «в кадре» кошек.

- С 2015 по 2019 год — ведущий передачи «Важная персона» (канал «Москва 24»)[57], в 2019 году стал лауреатом[58] международной премии Terra Incognita Awards[59] за цикл программ этого проекта[12].
- С 2016 по 2017 год — ведущий еженедельной передачи «Семейный альбом» на телеканале «Россия-1»[60], по формату схожей с проектом «Пока все дома»[61], но в которой упор делался на раритетные фото[62].
- Со 2 октября 2020 по 5 апреля 2024 года — автор и ведущий цикла интервью «Золотая рыбка» на телеканале «Москва Доверие», его первым гостем был Андрей Макаревич[63].

Из романа Э.Лимонова «В плену у мертвецов»
Через посредничество моего тогдашнего издателя Шаталова я приземлился в «Новом Взгляде»… До того как я стал выпускать газету «Лимонка», я печатал свои статьи у Додолева. В «Новом Взгляде» собралась тогда сверхпёстрая компания экстремистов всех сортов: от Могутина до Жириновского. Я опубликовал в «Новом Взгляде» с полдюжины отличных вещей, среди них очерк «Псы войны», так что вспоминаю газету с удовольствием. В ту эпоху в ней присутствовала жизнь. В венах газеты текла кровь…
.

### Издательский дом «Новый Взгляд»
Учредил один из первых частных еженедельников «Новый Взгляд», ставший фундаментом одноимённого издательского дома.

### Журналы для путешественников
В 2005 году Издательский дом «СК-Пресс» пригласил Додолева для ребрендинга ежемесячников для путешественников: русскоязычной версии Travel+Leisure и аналогичного российского продукта Fly&Drive. В качестве издателя Додолев привлёк к работе известных авторов (Дмитрия Быкова, Кирилла Разлогова, проч.) и фотографов (Владимира Клавихо, Александра Тягны-Рядно, проч.). Руководство журналами издатель совмещал с основной работой в ИДР.

### Издательский дом Родионова (ИДР)
В качестве исполнительного директора Евгений Додолев возглавлял (до 2009 года) Издательский дом Родионова, выпускавший деловые издания («Профиль», «Компания», «Карьера» и российскую версию BusinessWeek), мужские журналы (FHM и XXL), «Крестьянку», «Домовой» и Moulin Rouge.

### Публицистика
С 2009 года — колумнист газеты «Московский комсомолец» и журнала «Однако». Член творческих союзов России (журналистов, литераторов, писателей) и американской организации «Комитет защиты журналистов».

### Радио
С 26 ноября 2015 по 13 ноября 2019 года Евгений Додолев вёл передачу «Мимонот» на радио MediaMetrics.

## Вклад в профессию
- Впервые применительно к советской журналистике употребил термин «четвёртая власть» в газетах «Московский комсомолец» и «Московская правда» в 1986 году (в публикациях о таком явлении, как гласность)[76][77].
- Первым стал экспериментировать с латиницей, употребляя «&» вместо «и» и вставляя латинские буквы в заголовки и названия рубрик, ввёл моду на такого рода манеру[75].
- Журналист стал первооткрывателем целого ряда тем, ранее табуированных в советской прессе, таких как партийная коррупция, криминальный киднеппинг, семейный инцест[78], валютная проституция и прочее[79][80]. Вот как об этом пишет Игорь Кон[81]:

Заговор молчания был прорван в ноябре 1986 года сенсационным очерком Евгения Додолева «Белый танец» в газете «Московский комсомолец» о райской жизни валютных проституток… За первой статьёй последовали другие, столь же сенсационные.
- Обогатил современный русский язык несколькими новыми идиомами и «перестроечным» репортёрским новоязом. Ему ошибочно[почему?] приписывается изобретение термина «ночная бабочка». Владимир Шахиджанян в «Дневнике предпринимателя» (9 ноября 2006 года) отмечал:

Проститутки (их принято называть, с лёгкой руки Евгения Додолева, ночными бабочками) ни в чём не виноваты
- Явочным порядком создал школу так называемой бульварной журналистики: своим учителем называют его многие известные журналисты этого жанра (Андрей Вульф[82], Отар Кушанашвили[83][84] и так далее)[23][85].
- Александр Перов в 2014 году вспоминал[86]:

Что такое был «МК» в 80-е годы? Все знают, что тогда в журналистике было две кузницы кадров — «Московский комсомолец» и «Комсомольская правда». «МК» тех лет — это прежде всего люди. Талантливейший и отчаянный Женя Додолев. Потрясающий ироничный Лёва Новожёнов….

- В 2022 году Сергей Минаев назвал Додолева «важнейшим перестроечным журналистом»[87].
- В 2025 году Анатолий Кузичев описал коллегу как «легендарного, одного из ключевых журналистов Перестройки»[88].

## Общественная деятельность
В августе 2017 года выступил одним из 20 подписантов письма президенту Франции Эмманюэлю Макрону с просьбой помиловать отбывающего тюремное заключение террориста Ильича Рамиреса Санчеса.

## Критика
- Влад Листьев говорил о своём коллеге[90]:

Главный недостаток Додолева — он не командный игрок.
- Методы репортёра Додолева у многих вызывали негативную реакцию: руководитель Гостелерадио СССР Леонид Кравченко утверждал[91]:

Евгений Додолев запускал обо мне такие утки, что мне приходилось объясняться в прямом эфире.
- Сергей Абрамов писал[92]:

Женя Додолев всегда был человеком тусовки, и он хорошо знает, что тусовка, объединяющая сотни,  —  элитарна по своей сути. Она никогда не пускала к себе чужих.
- Георгий Бовт, на должность которого (главного редактора журнала «Профиль») Додолев пригласил Михаила Леонтьева[14][93], весьма скептически отзывался о методах работы коллеги[94]:

Журнал «Компания» был епархией такого деятеля, как Евгений Додолев
- Ольга Романова после отстранения её Евгением Додолевым от должности главного редактора русской версии еженедельника BusinessWeek[95] отметила[96]:

Я чрезвычайно удовлетворена тем, что меня... считает непрофессионалом Евгений Додолев, имеющий судимость за вооружённый грабёж.
Романова сослалась на опубликованные издателем журнала «Медведь» Игорем Свинаренко беседы с Додолевым (тот подтвердил «Коммерсанту», что в 1977 году он был арестован по обвинению в сбыте и потреблении наркотиков, грабеже и валютных махинациях, уточнив, что судимостей не имеет); группе подозреваемых из среды «золотой молодёжи» помимо обвинений в разбое и «наркотиках», вменялось и нелегальное тиражировании книг Гумилёва, Булгакова.

## Личная жизнь
- Жена (с ноября 1991) — Наталия Разлогова (род. 20 октября 1956).